# توده سلولی درونی
توده سلولی درونی (به انگلیسی: Inner cell mass) یا بلاست رویانی (به انگلیسی: embryoblast) (که در کیسه‌داران به عنوان پلوریبلاست شناخته می‌شود) ساختاری در رشد اولیه رویان است. این توده سلول‌های درون بلاستوسیست است که در نهایت ساختارهای قطعی جنین را می‌سازد. توده سلولی درونی در مراحل آغازین رشد رویان پیش از لانه‌گزینی در اندومتر رحم تشکیل می‌شود. توده سلولی درونی به‌طور کامل توسط تک‌لایه سلول‌های تروفوبلاست تروفکتودرم دربر گرفته شده است.